# Joseph Perrino
Joseph Perrino (Nueva York, 30 de abril de 1982) es un actor estadounidense de cine y televisión, reconocido principalmente por su aparición en la película de 1996 Sleepers y en la serie de televisión Los Soprano, donde interpretó el papel de Jason Gervasi. En 2019 registró una aparición en el seriado de Netflix It's Bruno!

## Filmografía

### Cine y televisión
- 1996: The Juror como Thomas Riggio
- 1996: Sleepers comno Lorenzo "Shakes" Carcaterra
- 1997: Homicide: Life on the Street como Johnny Munch
- 1998: The Mighty como Blade Fowler
- 1999: A Walk on the Moon como Ross Epstein
- 1999: The Bumblebee Flies Anyway como Mazzo
- 2006: The Immaculate Misconception como Joey
- 2007: The Sopranos como Jason Gervasi
- 2007: The Hit como Little Tony
- 2008: Assassination of a High School President como Dutch Middleton
- 2010: Law & Order como Jack Mckenzie
- 2013: Run como Owens
- 2013: The Family como Joey
- 2014: Before I Disappear como Ellis
- 2014: Blue Bloods como Sergio
- 2015: 4 Kings
- 2016: The Brooklyn Banker como Nick
- 2017: Cigarette Soup como Skinner
- 2017: Happy! como Pal Scaramucci
- 2018–2020: Power como Vincent Ragni[4]
- 2019: It's Bruno! como Mario
- 2019: The Wisdom Tooth como Enrico